# Алексєєвка (Островський район)
Алексєєвка (рос. Алексеевка) — присілок в Островському районі Псковської області Російської Федерації.
Населення становить 69 осіб. Входить до складу муніципального утворення Островська волость.

## Історія
Від 2015 року входить до складу муніципального утворення Островська волость.

## Населення
| 2001 | 2002 | 2010 |
| ---- | ---- | ---- |
| 139  | ↘100 | ↘69  |